# Port Douglas
Port Douglas (948 habitants) est une ville côtière au nord du Queensland, en Australie à 70 kilomètres au nord de Cairns.
La ville de Port Douglas fut créée en 1877 après la découverte d'or à "Hodgkinson River" par James Venture Mulligan. La ville se développa rapidement et compta jusqu'à 12 000 habitants et 27 hôtels. Avec la construction de la "Mulligan Highway" la ville pouvait drainer des gens depuis Herberton.
Quand la voie de chemin de fer entre Cairns et Kuranda fut achevée en 1891, l'intérêt et la population de Port Douglas s'effondrèrent. En 1911, un cyclone démolit toute la ville sauf deux maisons et la population chuta à environ 100 personnes.
Au milieu des années 1980, la ville reprit son expansion grâce à l'aide de Christopher Skase, un investisseur australien qui finança la construction d'un hôtel Sheraton.
Une partie de la ville pourrait être submergée par la montée du niveau de la mer d'ici 2100.

## Galerie

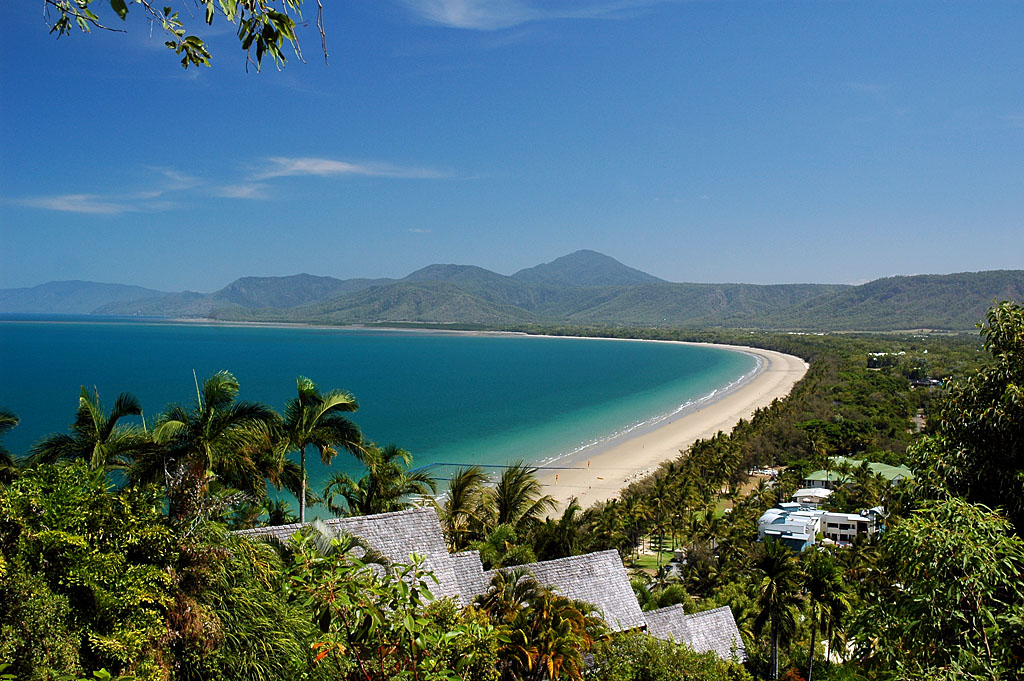
La plage de « Four Mile Beach »
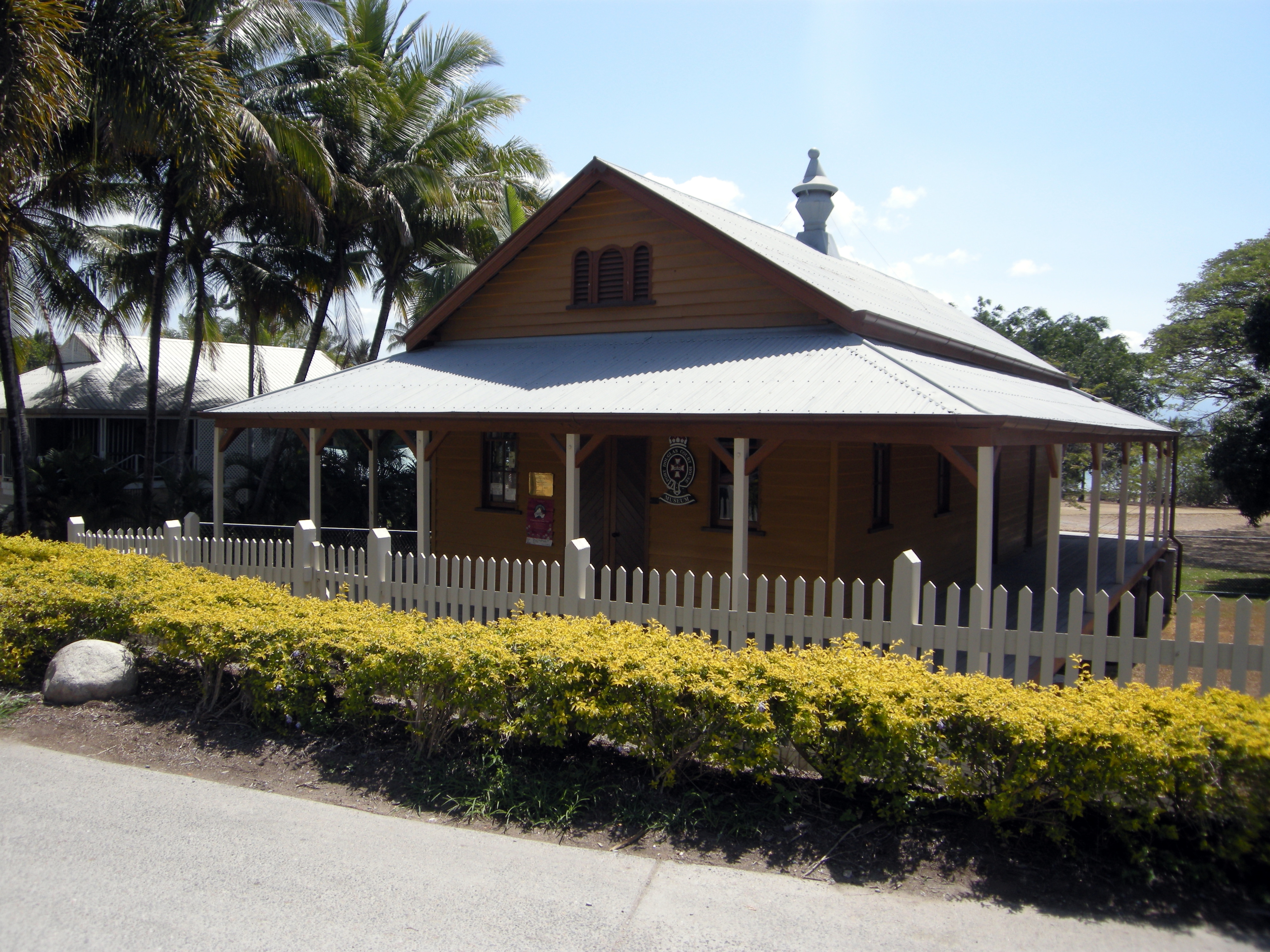
L'ancien palais de justice